# Vulcano forjando los rayos de Júpiter
Vulcano forjando los rayos de Júpiter es un cuadro del pintor Pedro Pablo Rubens, realizado entre 1636 y 1638, que se encuentra en el Museo del Prado. Rubens se inspiró en los textos clásicos de Homero y Virgilio que bien conocía. Es una obra que no está actualmente en exposición.
El cuadro sirvió para la decoración de La Torre de la Parada y fue un encargo de Felipe IV, en el que también participaron otros maestros como Velázquez.

## El tema

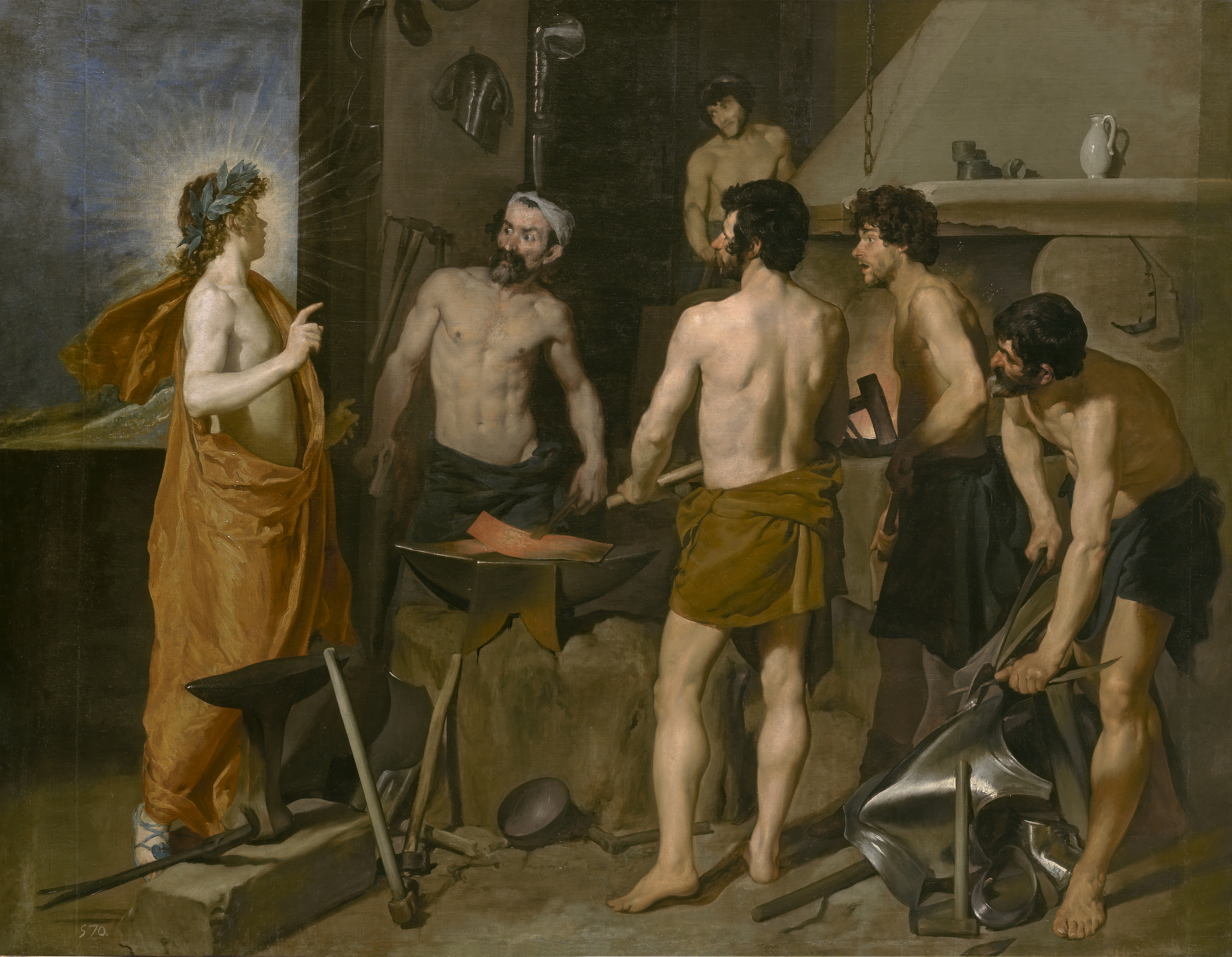
La Fragua de Vulcano, 1630, Velázquez.

La obra representa al dios griego del fuego, Hefesto o Vulcano según los romanos, e hijo de Zeus y Hera. Es identificable por sus atributos clásicos, los instrumentos de la fragua: un yunque, un martillo y las tenazas con las que fabrica las armas de los dioses, en este caso el rayo de Zeus. Esta ilustración representa el ideal griego de que el fuego bajó de los cielos en forma de rayo.
Vulcano golpea el hierro para fabricar el rayo del dios, lo que permite a Rubens crear una atmósfera especial con la iluminación de las llamas producidas en la forja.
Aunque Rubens trata un tema mitológico ya desarrollado por otros artistas, como el cuadro de Velázquez de semejante contenido, (La fragua de Vulcano, 1630) su planteamiento siempre es muy diferente y original.